# Орадская и Бихорская епархия
Ора́дская и Би́хорская епа́рхия (рум. Episcopia Oradiei și Bihorului) — епархия (епископия) Румынской православной церкви на территории жудеца Бихор с центром в городе Орадя. Входит в состав Трансильванской митрополии.

## История
Создана 30 августа 1920 года в составе Трансильванской митрополии Румынской Православной Церкви.
4 ноября 2005 года была переведена в состав новообразованной Клужской митрополии.
В том же году епархия была вынуждена отдать свой Никольский кафедральный собор Румынской грекокатолической церкви, после чего кафедральным стал Успенский («лунный») храм.
16-17 февраля 2012 года решением Священного Синода Румынского Патриархата епархия была возвращена в состав Трансильванской митрополии.

## Епископы
- Роман (Чорогарю) (13 (26) марта 1921 — 21 января 1936)
- Николай (Поповичу) (1 июня 1936 — 2 октября 1950)
- Валериан (Захария) (13 ноября 1951 — 12 декабря 1969)
- Феоктист (Арэпашу) (12 декабря 1969 — 27 декабря 1970) в/у
- Василий (Коман) (27 декабря 1970 — 10 июля 1992)
- Иоанн (Михэлцан) (24 сентября 1992 — 1 января 2007)
- Софроний (Дринчек) (с 13 февраля 2007)